# Bent Wolmar
Bent Wolmar (ur. 8 sierpnia 1937 we Fredericii, zm. 6 września 2024 w Taulov) – piłkarz duński grający podczas kariery na pozycji obrońcy.

## Kariera klubowa
Podczas kariery piłkarskiej Bent Wolmar występował w klubie Aarhus GF. Z Aarhus zdobył wicemistrzostwo Danii w 1964 oraz Puchar Danii w 1965.

## Kariera reprezentacyjna
W reprezentacji Danii Wolmar zadebiutował 20 czerwca 1964 w przegranym 1-3 meczu Pucharu Narodów Europy z Węgier. Dania zajęła ostatnie, czwarte miejsce a Wolmar wystąpił w meczu z Węgrami. Ostatni raz w reprezentacji wystąpił 29 listopada 1964 w przegranym 2-4 meczu eliminacji mistrzostw świata z Grecją. W 1964 roku rozegrał w kadrze narodowej 6 meczów.
| Mecze i gole w reprezentacji | Mecze i gole w reprezentacji | Mecze i gole w reprezentacji | Mecze i gole w reprezentacji | Mecze i gole w reprezentacji | Mecze i gole w reprezentacji | Mecze i gole w reprezentacji |
| #                            | Data                         | Miasto                       | Przeciwnik                   | Gol                          | Wynik                        | Rozgrywki                    |
| ---------------------------- | ---------------------------- | ---------------------------- | ---------------------------- | ---------------------------- | ---------------------------- | ---------------------------- |
| 1.                           | 20.06.1964                   | Barcelona                    | Węgry                        |                              | 1:3                          | Euro 64                      |
| 2.                           | 28.06.1964                   | Malmö                        | Szwecja                      |                              | 1:4                          | Mistrzostwa Nordyckie        |
| 3.                           | 06.09.1964                   | Helsinki                     | Finlandia                    |                              | 1:2                          | Mistrzostwa Nordyckie        |
| 4.                           | 11.10.1964                   | Kopenhaga                    | Norwegia                     |                              | 2:0                          | Mistrzostwa Nordyckie        |
| 5.                           | 21.10.1964                   | Kopenhaga                    | Walia                        |                              | 1:0                          | el. MŚ                       |
| 6.                           | 29.11.1964                   | Ateny                        | Grecja                       |                              | 2:4                          | el. MŚ                       |